# Frigga Haug

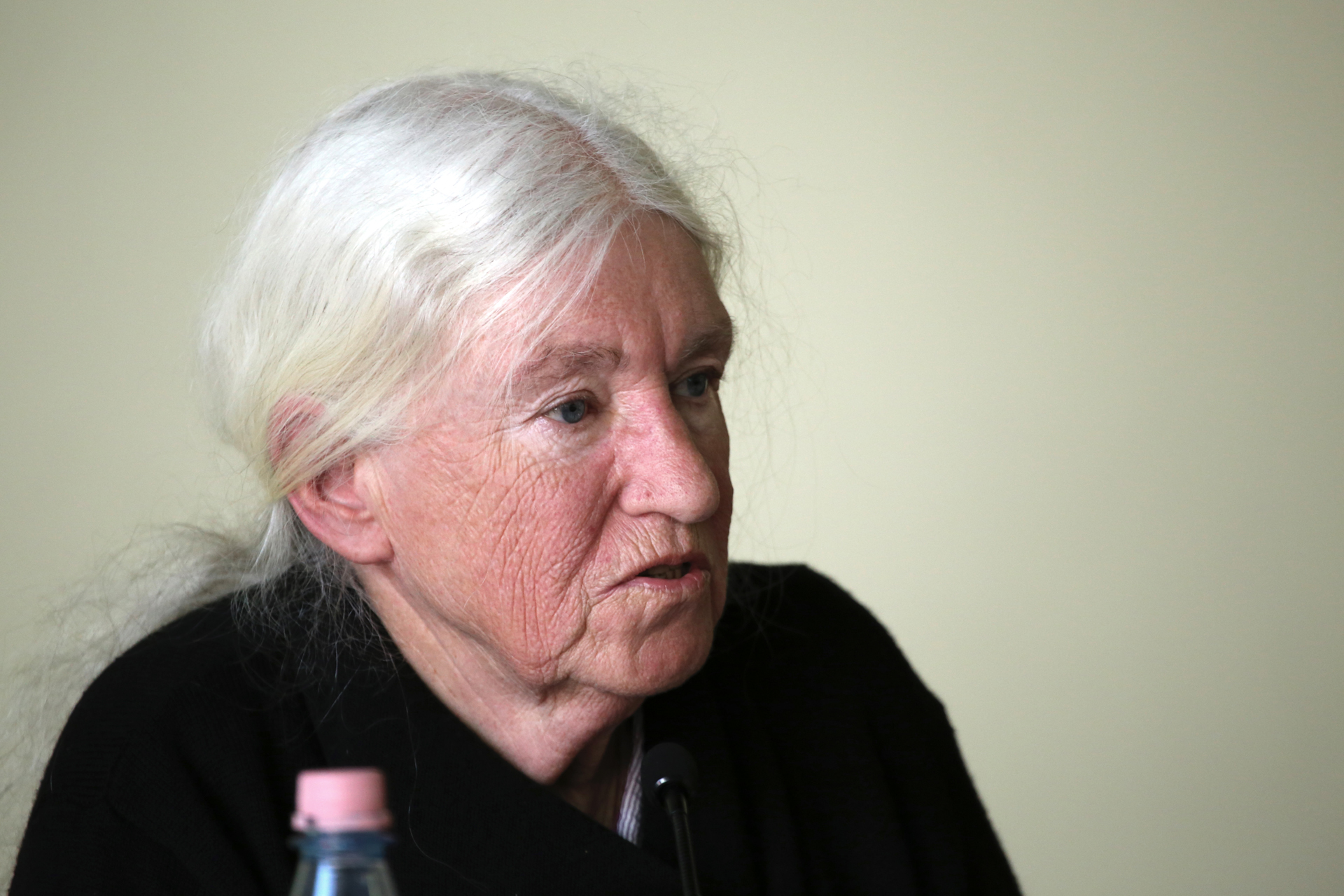
Frigga Haug 2015 in Berlin

Frigga Haug (* 28. November 1937 in Mülheim an der Ruhr) ist eine deutsche Soziologin und Philosophin.

## Leben und Engagement
Frigga Haug, geborene Langenberger, erlebte die Zeit des Nationalsozialismus und das Kriegsende als Kind im Ruhrgebiet. Ihre Eltern waren beide Mitglied im Nationalsozialistischen Deutschen Studentenbund. Ihre Mutter (Jahrgang 1911) studierte Volkswirtschaft und war eine der wenigen Studentinnen in dieser Zeit. Mit ihrem Vornamen Frigga, angelehnt an die germanische Göttin, haderte Haug nach eigener Aussage in der Phase ihrer Politisierung, deutet er doch auf die nationalsozialistische Vergangenheit ihrer Familie hin. Besonders die Erlebnisse in der Zeit des Zweiten Weltkriegs und die damit verbundene Armut wie auch der Tod ihres Vaters, der vor Stalingrad fiel, haben sie geprägt. Ab 1948 besuchte sie das Mülheimer Mädchengymnasium Luisenschule und nahm nach dem Abitur 1957 ein Studium in West-Berlin auf.
Mit Heirat und Geburt einer Tochter 1963 zog sie nach Köln, unterbrach ihr Studium und kehrte erst zwei Jahre später nach West-Berlin zurück. Seit 1965 ist sie in zweiter Ehe mit dem Philosophen Wolfgang Fritz Haug verheiratet. In dessen Argument Verlag sind auch fast alle ihre Veröffentlichungen erschienen.
1970 legte sie die Diplomprüfung in Soziologie ab, promovierte in Psychologie 1976 und habilitierte sich 1978 in Sozialpsychologie. Während der Studentenbewegung war sie Assistentin am Psychologischen Institut der Freien Universität Berlin und von Anfang an in der Frauenbewegung aktiv.
Haug war Mitglied der Ostermarschbewegung und arbeitete ab 1965 in der Zeitschrift Das Argument. Aus Protest gegen den Krieg der USA in Vietnam  trat sie dem Sozialistischen Deutschen Studentenbund (SDS) bei. Frigga Haug war Mitglied im Frauenbund, einer Gruppe, die sich 1968 als Aktionsrat zur Befreiung der Frauen gebildet hatte. Diese spaltete sich in eine Gruppe, die sich fortan Brot und Rosen nannte, und eine zweite, der auch Frigga Haug angehörte, die zunächst weiter den alten Namen trug, sich aber 1970 in Sozialistischer Frauenbund Westberlin (SFB) umbenannte. Dieser Frauenbund bestand bis etwa 1980. Frigga Haug war eine führende Persönlichkeit im SFB. Haug lehnte damals den autonomen und basisdemokratischen Feminismus des zeitgleich aktiven Frauenzentrums Westberlin ab. Später reflektierte Haug ihre dogmatischen Positionen der 70er Jahre kritisch, siehe Marxistischer Feminismus.
Haug begründete Ende der 1980er Jahre im Rahmen des Argument-Verlags die Frauenkrimireihe Ariadne, in der ausschließlich von Frauen geschriebene Krimis verlegt werden. Ihre Tochter Else Laudan führt die Reihe seit mehreren Jahren weiter.
Im Januar 2021 gehörte Haug mit ihrem Ehemann im Rahmen der Corona-Pandemie zu den Erstunterzeichnern der Kampagne #ZeroCovid, eine „Zero-Covid-Strategie“.

## Thesen
„Als zentrale These behaupte ich: sich opfern ist eine Tat und kein Schicksal, ... da wir selber die Herrschaft, derer wir uns entledigen wollen, auch in uns tragen.“

Haug entwickelte aus ihrer politischen Arbeit in den 1960er Jahren die Einsicht, dass die eindimensionale Sicht auf Frauen als Opfer einer patriarchalen-kapitalistischen Gesellschaft die persönliche Realität der Menschen nicht ausreichend abbildet. Sie weigerte sich die These zu übernehmen, Frauen seien als Objekte Opfer und damit passiv, abhängig und unfähig zur Gegenwehr. Der Opferstatus behindere den Blick auf Veränderungsmöglichkeiten.

## Forschung
Die Forschungsschwerpunkte Haugs liegen in den Themen der weiblichen Vergesellschaftung und Frauenpolitik, Arbeit und Automation, Lernen und sozialwissenschaftlichen Methoden. Sie entwickelte in den 1970er Jahren die Methode der kollektiven Erinnerungsarbeit. Nach acht Schriften zur Arbeitsforschung veröffentlichte sie Arbeiten zu Marxismus und Feminismus sowie zur Kritischen Psychologie, zum Lernen und seit den 1980er Jahren neun Bücher zur Erinnerungsarbeit, zur Frauenpolitik und zu Rosa Luxemburg.
Frigga Haug arbeitete zunächst als wissenschaftliche Mitarbeiterin an der Hamburger Hochschule für Wirtschaft und Politik. Bis 2001 war sie Professorin für Soziologie an der Hamburger Universität für Wirtschaft und Politik. Sie nahm Gastprofessuren wahr in Kopenhagen, Klagenfurt, Innsbruck, Sydney (Australien), Toronto (Kanada), Durham (USA). Außerdem ist sie Mitherausgeberin und Redakteurin der Zeitschrift „Das Argument“, und des „Historisch-Kritischen Wörterbuchs des Marxismus“, Redakteurin des „Forums Kritische Psychologie“. 1979 gründete sie zusammen mit Wolfgang Fritz Haug die Berliner Volks-Uni. 1980 gründete sie mit anderen Frauen aus europäischen Ländern das internationale Forum sozialistischer Feministinnen, das neun Jahre bestand.

## Mitgliedschaften

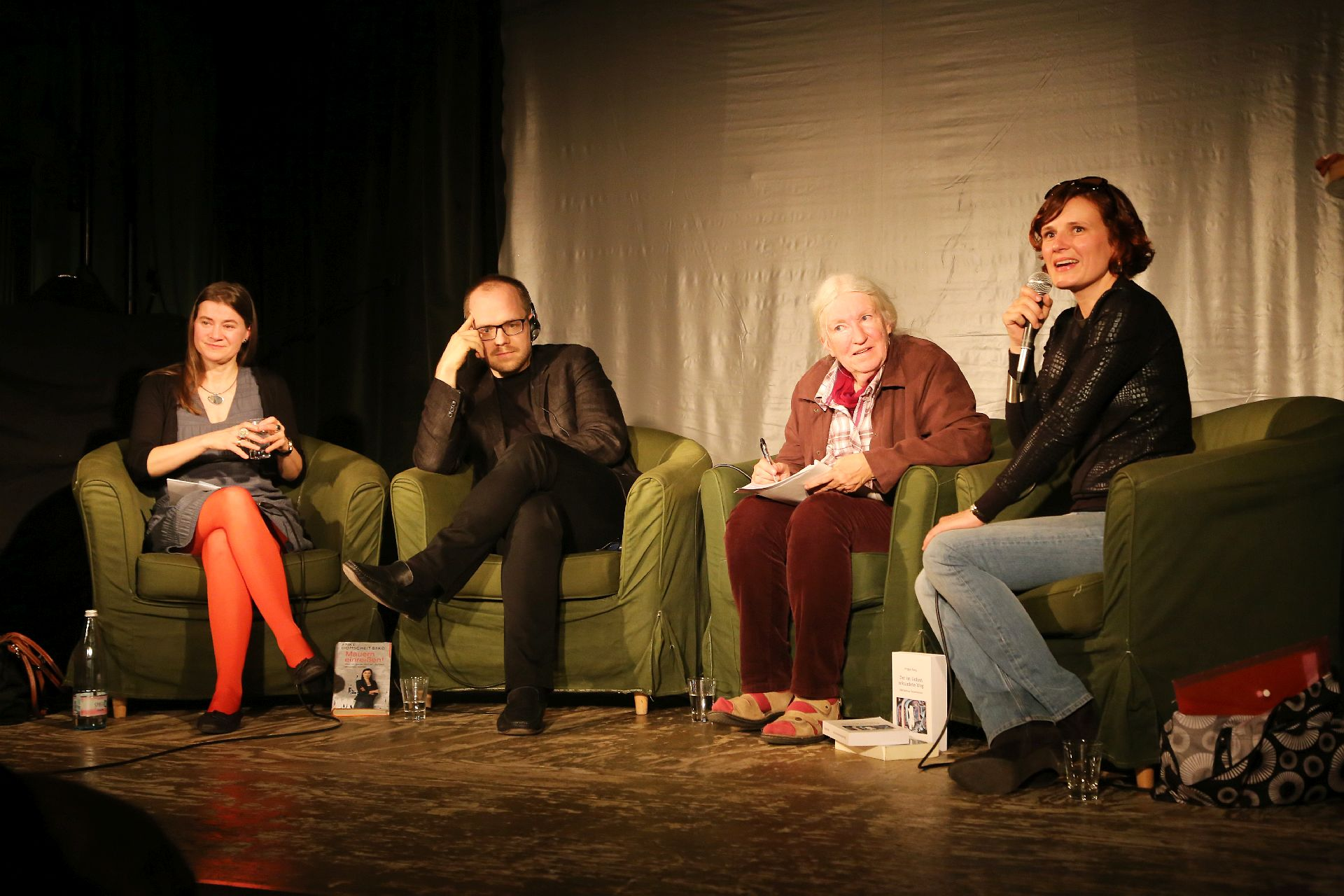
Frigga Haug im April 2015 bei der Soiree Wer kann die neue Zukunft machen? mit Anke Domscheit-Berg, Evgeny Morozov und Katja Kipping.

Während des Parteitages der Partei Die Linke 2007 erklärte Frigga Haug ihren Eintritt. Des Weiteren ist sie Mitglied im
- wissenschaftlichen Beirat von Attac[8]
- wissenschaftlichen Beirat der Rosa-Luxemburg-Stiftung
- Kuratorium des Institut Solidarische Moderne
- Verband deutscher Schriftsteller

Frigga Haug ist die Vorsitzende des Berliner Instituts für kritische Theorie.
2013 erhielt sie den Clara-Zetkin-Frauenpreis der Partei Die Linke.

## Schriften
- Kritik der Rollentheorie, Fischer, Frankfurt 1973, 1975, wieder aufgelegt ²1994, ISBN 3-88619-222-9.
- Erziehung und gesellschaftliche Produktion. Kritik des Rollenspiels, Campus, Frankfurt 1977, ISBN 3-593-32532-2.
- Hg. Frauenformen, Alltagsgeschichten und Entwurf einer Theorie weiblicher Sozialisation 1980, 2. Auflage 1981, 3. überarbeitete Auflage, als: Erziehung zur Weiblichkeit, Argument Verlag, Hamburg.
- Hg. Sexualisierung der Körper, Argument Verlag, Hamburg 1982, 2. A 1988, 3. A 1992, englisch Verso Verlag 1983.
- mit Kornelia Hauser (Hg.): Subjekt Frau. Kritische Psychologie der Frauen, Argument Verlag, Berlin 1985, Bd. 1, ISBN 3-88619-117-6.
- mit Kornelia Hauser (Hg.): Der Widerspenstigen Lähmung, Argument Verlag, Berlin 1986.
- Frauen – Opfer oder Täter? Zeitschrift Argument, Sonderheft 46, Hamburg 1988.
- (Hg.): Sexualisierung der Körper, Zeitschrift Argument Sonderheft 90H, Hamburg 1988, ISBN 3-88619-090-0.
- mit Kornelia Hauser (Hg.): Die andere Angst, Argument Verlag 1991.
- mit Eva Wollmann (Hg.): Hat die Leistung ein Geschlecht? Argument Verlag, Hamburg 1993, ISBN 3-88619-219-9.
- Vorlesungen  zur Einführung in die Erinnerungsarbeit, Argument Verlag, Hamburg 1999, ISBN 3-88619-321-7.
- Erinnerungsarbeit, Argument Verlag, Hamburg 1994, ISBN 3-88619-383-7.
- mit Brigitte Hipfl (Hg.): Sündiger Genuss. Filmerfahrungen von Frauen. Argument Verlag Website von Frigga Haug, 1995.
- Zum Spannungsverhältnis von Theorie und Empirie bei Rosa Luxemburg, in: Theodor Bergmann, Wolfgang Haible (Hg.): Reform, Demokratie, Revolution. Zur Aktualität von Rosa Luxemburg. Supplement zu Sozialismus, 5. VSA-Verlag Hamburg 1997, ISBN 3-87975-921-9, S. 28–35.
- Lernverhältnisse. Selbstbewegungen und Selbstblockierungen, Argument Verlag, Hamburg 2003.
- Hg., Historisch-kritisches Wörterbuch des Feminismus, Bd. 1, Argument Verlag Hamburg 2003, 2A 2011.
- Hg., Nachrichten aus dem Patriarchat. Argument Verlag, Hamburg 2005.
- mit Ulrike Gschwandtner: Sternschnuppen. Zukunftserwartungen von Jugendlichen. Argument Verlag, Hamburg 2006.
- mit Katrin Reimer (Hg.): Politik ums Kopftuch, Argument Verlag, Hamburg 2005.
- Rosa Luxemburg und die Kunst der Politik, Argument Verlag, Hamburg 2007, ISBN 978-3-88619-350-9.
- Die Vier-in-einem-Perspektive. Politik von Frauen für eine neue Linke, Argument Verlag, Hamburg 2008, 2. Aufl. 2009, ISBN 978-3-88619-336-3.
- Briefe aus der Ferne. Anforderungen an ein feministisches Projekt heute, Argument Verlag, Hamburg 2010, ISBN 978-3-86754-304-0.
- mit Sabine Gruber und Stephan Krull (Hg.): Arbeiten wie noch nie!? Unterwegs zur kollektiven Handlungsfähigkeit, Argument Verlag, Hamburg 2010, ISBN 978-3-86754-308-8.
- Historisch-kritisches Wörterbuch des Feminismus, Bd. 2, Argument Verlag, Hamburg 2011.
- mit Michael Brie (Hg.): Zwischen Klassenstaat und Selbstbefreiung. Zum Staatsverständnis von Rosa Luxemburg. Nomos Verlag, Baden-Baden 2011, ISBN 978-3-8329-4148-2.
- Der im Gehen erkundete Weg – Marxismus-Feminismus, Argument Verlag, Hamburg 2015, ISBN 978-3-86754-502-0.
- Selbstveränderung und Veränderung der Umstände, Argument Verlag, Hamburg 2018, ISBN 978-3-86754-508-2.
- Die Unruhe des Lernens, Argument Verlag, Hamburg 2020, ISBN 978-3-86754-516-7.

1995 erschien ihr erster Kriminalroman, Jedem nach seiner Leistung, 1997 der zweite, Jedem nach seinen Bedürfnissen.